# مسح الطاقة المظلمة
مسح الطاقة المظلمة (بالإنجليزية: Dark Energy Survey، واختصارًا: DES) هي عملية مسحٍ للضوء المرئي والقريب من نطاق الأشعة تحت الحمراء يهدف إلى تفحّص ديناميكيات توسع الكون والنمو الهيكلي واسع النطاق. يتضمن هذا التعاون مؤسسات بحثية وجامعات من الولايات المتحدة، وأستراليا، والبرازيل، والمملكة المتحدة، وألمانيا، وإسبانيا، وسويسرا.
يستخدم المسح تلسكوب فيكتور إم بلانكو البالغ قطره 4 أمتار الموجود في مرصد كرو تولولو بين الأمريكي (سي تي آي أوو)، في تشيلي، المزود بكاميرا الطاقة المظلمة (دي إي كام). تسمح هذه الكاميرا بالتقاط صورٍ أكثر دقةٍ، مقارنة بالأدوات السابقة، للجزء الأحمر من الطيف المرئي وللأشعة تحت الحمراء القريبة.
تتمتع أداة دي إي كام بأوسع نطاقات الرؤية (بقطر 2.2 درجة) المتاحة للتصوير الأرضي البصري وللأشعة تحت الحمراء. قام المسح بتصوير 5000 درجة مربعة من السماء الجنوبية إذ تداخلت مساحة رصده مع تلسكوب القطب الجنوبي والشريط 82 من السماء. استغرق المسح 758 ليلةً من الرصد على مدى ست سنوات لإكمالها، رُصدت خلالها المساحة المطلوبة عشر مرات في خمسة نطاقات قياسٍ ضوئية (جي، وآر، وآي، وزي، وواي). بدأ مسح الطاقة المظلمة رسمياً في أغسطس 2013 وأكمل آخر عمليةٍ رصده له في 9 يناير 2019.يشكل مسح الطاقة المظلمة DES النظير لمسح سلووان الرقمي للسماء في السماء الجنوبية ، ولكنه يتمتع بجودة صوره فهي أفضل وذات عمق أكبر.
اعتبارًا من عام 2021 ، نشر تعاون مسح الطاقة المظيمة نتائج أول ثلاث سنوات من المشاهدات.

## نظرة عامة
تبحث عملية مسح الطاقة المظلمة في ديناميكيات الكون والهيكل واسع النطاق الخاص به باستخدام أربع مجسات: المُستعرات العظمة من النوع الأول أيه، والتذبذبات الصوتية الباريونية (بي إيه أوه)، وعدد عناقيد المجرات، والتعدس الجاذبي الضعيف.
يُعتقد أنّ المُستعرات العظمة من النوع الأول Ia هي انفجارات نووية حرارية تحدث عندما تلتحم النجوم القزمة البيضاء في الأنظمة النجمية الثنائية مع الكتلة الصادرة عن النجوم المصاحبة لها. تُعتبر هذه الأحداث مهمة لدراسة علم الكونيات لأنها ساطعة للغاية - ومقدار سطوعها ثابت ومعروف تقريبا بحيث تعتبر "شمعات عيارية"، ما يسمح للفلكيين برصدها من على بُعد مسافةٍ كبيرة وتقدير بعدها عنا بدقة. يمكن تحديد مُعدل توسع الكون استناداً إلى عمليات رصد مسافة اللمعان والانزياح نحو الأحمر للمُستعرات العظمة من النوع الأول Ia البعيدة. تتيح التقنيات الثلاث الأخرى التي يستخدمها مسح الطاقة المظلمة (بي إيه أوه، وعناقيد المجرات، والتعدس الثقالي الضعيف) للعلماء فهم توسع الكون وتطور اضطرابات مجال كثافة المادة المظلمة في نفس الوقت. ترتبط هذه الاضطرابات ارتباطاً جوهرياً مع تكوين المجرات وعناقيدها. يفترض النموذج القياسي لعلم الكونيات أنّ التقلبات الكمومية لحقل الكثافة للمكونات المختلفة التي كانت موجودةً عندما كان الكون صغيراً للغاية قد عُززت من خلال التوسع السريع للغاية للكون الذي يُطلق عليه اسم التضخم. يُعزز الانهيار الجاذبي هذه التقلبات الأولية أثناء وقوع الباريونات في حقل جهد الجاذبية الخاص بالمناطق الأكثر كثافة من الفضاء لتشكيل المجرات. ومع ذلك، فإنّ معدل نمو هالات المادة المظلمة هذه حساسٌ لديناميكيات توسع الكون وسيستغل مسح الطاقة المظلمة هذا الرابط لاستكشاف خصائص هذا التوسع.
توفر كاميرا دي إي كام إمكانيات رصدٍ جديدة لم تكن متاحةً لعمليات المسح السابقة، مثل مسح سلووان الرقمي للسماء. تتمثل إحدى الاختلافات المهمة بين جهاز اقتران الشحنة (سي سي دي) الخاص بتلسكوب فيكتور إم بلانكو وكاميرا دي إي كام في الكفاءة الكموية المُحسنة في الجزء الأحمر من الأطياف المرئية وفي الأشعة تحت الحمراء القريبة. هذه خاصية مهمة للغاية للرصد المصادر البعيدة، مثل المستعرات العظمى من النوع الأول إيهأو عناقيد المجرات، لأن توسع الكون يُزيح لون الفوتونات المنبعثة من مصدرٍ معين نحو أطوالٍ موجيةٍ أكثر احمراراً. من ناحيةٍ أخرى، فإن السيليكون، وهو العنصر الرئيسي المستخدم في تصنيع أجهزة سي سي دي، يصبح شفافاً للأشعة تحت الحمراء، إذ تُشكل هذه المُشكلة تحدياً تقنياً لتطوير أجهزة سي سي دي لكاميرا دي إي كام.
يترأس جوش فريمان منصب مدير مسح الطاقة المظلمة ويتكون التعاون من العديد من معاهد البحوث والجامعات. ينقسم تعاون مسح الطاقة المظلمة نفسه إلى عددٍ من مجموعات العمل العلمية. تضمّ بعض مجموعات العمل الرئيسية ما يلي: مجموعة عمل التعدس الضعيف، ومجموعة عمل عناقيد المجرات، ومجموعة عمل الهيكل واسع النطاق، ومجموعة عمل المستعرات العُظمى، ومجموعة عمل التطور المجري، ومجموعة عمل التعدس القوي. تشمل موضوعات العلوم الأخرى علوم المحاكاة، والمعايرة، والقياسات الضوئية للانزياحات نحو الطيف الأحمر، والنجوم الزائفة، ومجرة درب التبانة. تحمّل تعاون مسح الطاقة المظلمة المسؤولية الكبيرة للتّطوير الميكانيكي والإلكتروني والبصري لكاميرا دي إي كام. يمتلك التعاون موقعاً على الإنترنت، حيث يمكن للعلماء نشر نتائجهم، وعروضهم، ومقالاتهم الجديدة. بعض الإصدارات على هذا الموقع هي مُتاحة لعامة الناس.

## المسح

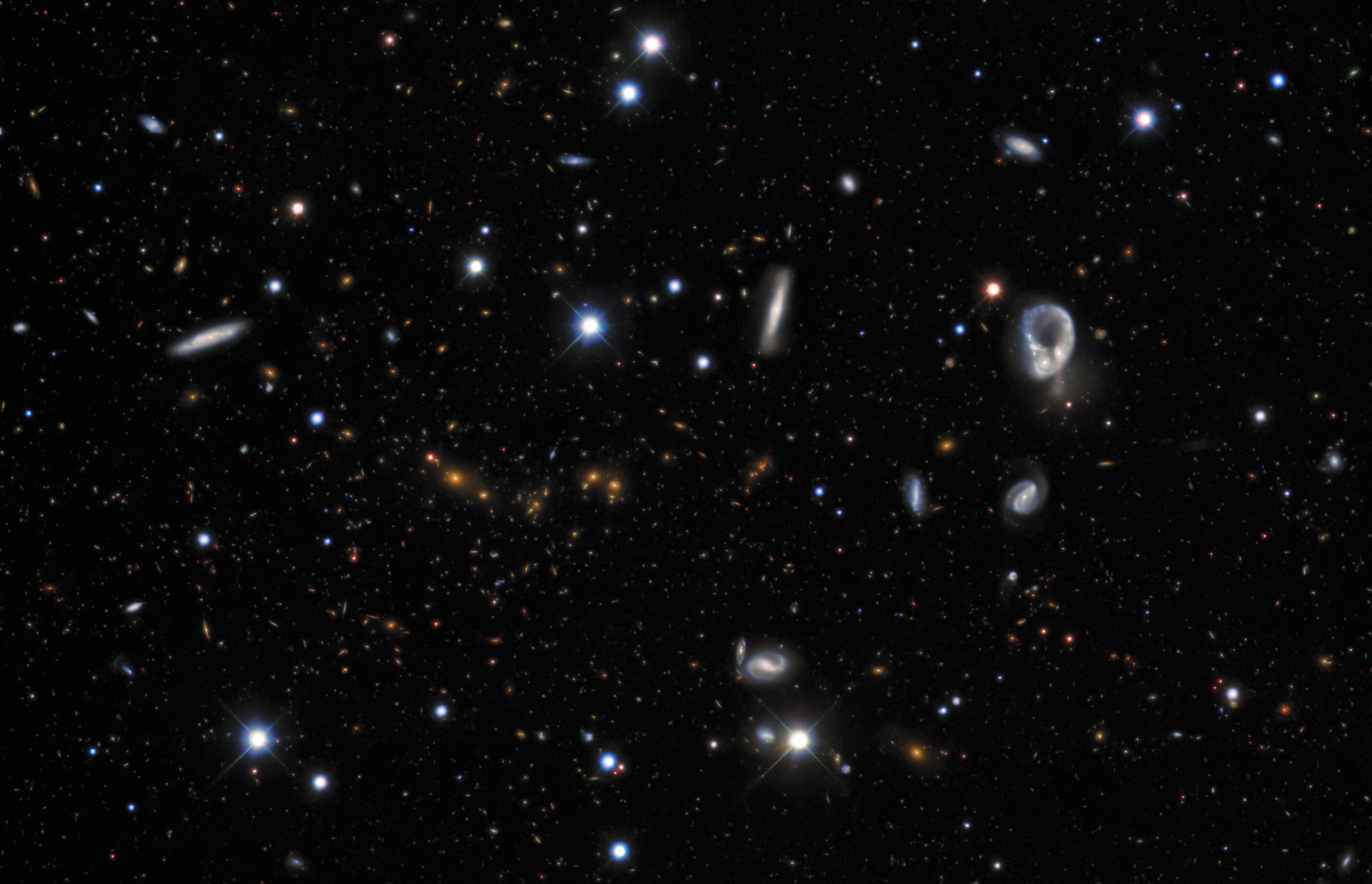
سماء مليئة بالمجرات.

التعرض المليون لكاميرا الطاقة المظلمةللرصد. تم الجمع بين التعرض المليون مع 127 تعريضًا سابقًا لجعل هذا العرض كامل المجال.

يخطط تعاون مسح الطاقة المظلمة لاستكمال مسحٍ مساحته 5000 درجة مربعة للسماء الجنوبية على مدى 5 سنوات. من المُخطط أن يتمكن المسح من رصدٍ أجرامٍ ذات قدرٍ ظاهري يُعادل 24 في النطاق الراديوي آي في المنطقة بأكملها. اُختيرت منطقة المسح لتتداخل مع منطقة مسح مرصد القطب الجنوبي لأن أسلوبه في رصد عناقيد المجرات من خلال تأثير سونيايف - زيلدوفيتش يُتمم التقنيات البصرية الخاصة بمسح الطاقة المظلمة. كما تتداخل منطقة المسح أيضاً مع مناطق المسح الخاصة بمسح سلووان الرقمي للسماء ومسح نصف الكرة الخاص بتلسكوب فيستا لأنّ هذه المسوحات يمكن أن توفر مزيداً من المعلومات حول المجرات التي يقوم مسح الطاقة المظلمة بتصويرها.
أجريت أول عملية مسحٍ بتاريخ 12 سبتمبر عام 2012؛ بعد إنهاء فترة التحقق والاختبار، بدأت عمليات المسح العلمي في أغسطس 2013. يُجري مسح الطاقة المظلمة عمليات رصدٍ لمدة 105 ليلةً كل موسم، الذي يستمر من أغسطس إلى فبراير. أكمل مسح الطاقة المظلمة موسمين من التصوير حتى الآن، السنة الأولى (أغسطس 2013 - فبراير 2014) والسنة الثانية (أغسطس 2014 - فبراير 2015).

## المُستعرات العُظمى

### التطبيقات في علم الكون

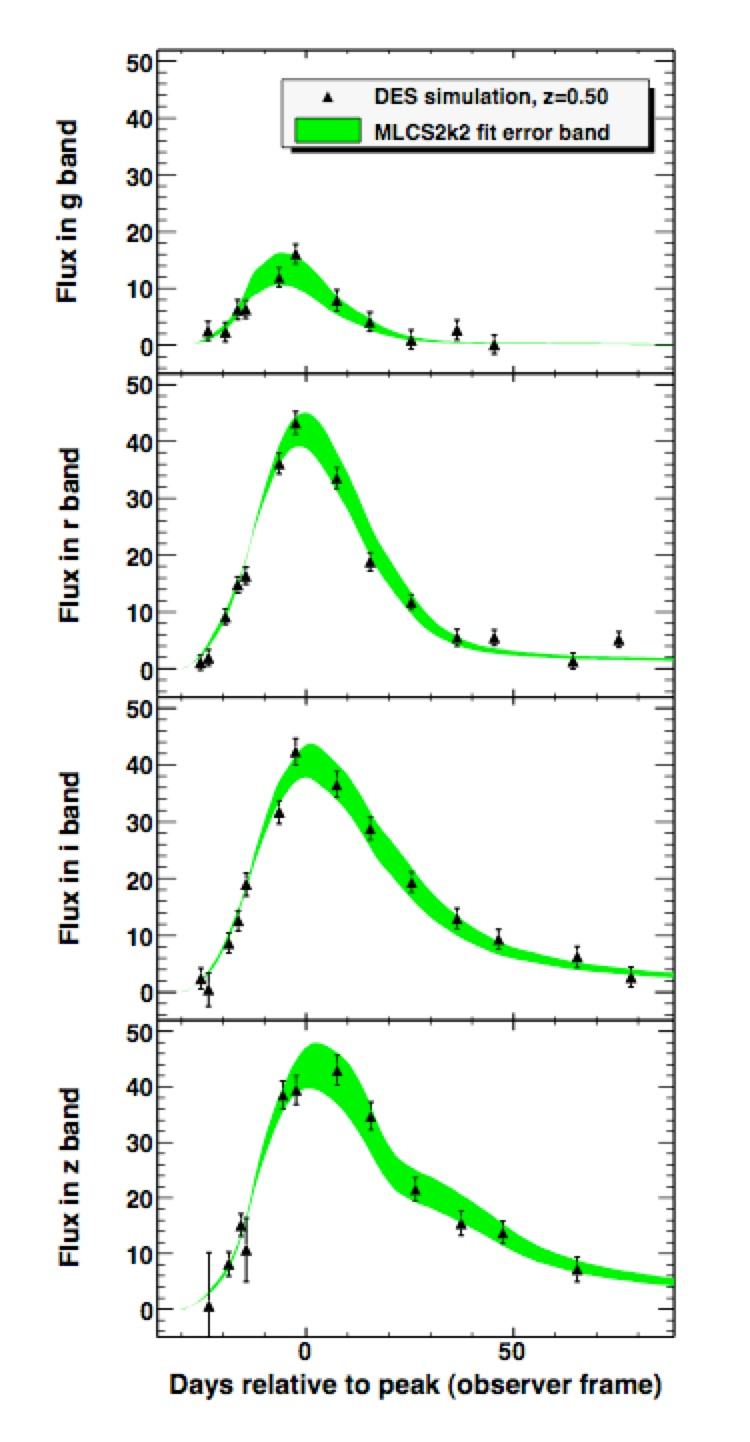
محاكاة لمنحنيات الضوء الصادر عن مستعر أعظم من مسح الطاقة المظلمة موزعة على أربع نطاقات

اكتشف علماء الفيزياء الفلكية تسارع التوسع الكوني عن طريق فحص السطوع الظاهري لعشرات المستعرات العظمى من النوع الأول Ia البعيدة، والتي هي نجومٌ متفجرة أصبح سطوعها لفترة وجيزة يُعادل سطوع مجرةٍ بأكملها مُكونة من مليارات النجوم. في النماذج الرائدة حالياً للمستعرات العظمى من النوع الأول أيه، تحدث الانفجارات عندما تلتحم النجوم القزمة البيضاء في الأنظمة النجمية الثنائية مع الكتل الصادرة عن النجوم المصاحبة لها، إذ تُصبح غير مستقرة (لا يزال الحد الأقصى للكتلة التي تجعل النجم غير مُستقراً موضع نقاش)، لتنفجر بعد ذلك على شكلٍ انفجارٍ نووي حراري هائل. على الرغم من وجود بعض الاختلافات، تتمتع معظم المستعرات العظمى من النوع الأول Ia بمنحنى ضوئي مميز أي رسم بياني للّمعان كدالةٍ للوقت مع قدرٍ ظاهري مُطلق يساوي -19.3. نتيجة هذه التجانس والسطوع، تُعتبر المستعرات العظمى من النوع الأول إيه من أفضل الشموع القياسية لتحديد المسافات.
لتحديد ما إذا كان معدل توسع الكون يتسارع أو يتباطأ مع مرور الوقت، يستغل علماء الكونيات سرعة الضوء . يحتاج الضوء  لمليارات السنين للسفر من مجرة بعيدة إلى الأرض. بما أنّ الكون يتوسع، كان الكون أصغر حجماً في الماضي (أي كانت المجرات أقرب إلى بعضها البعض) عندما انبعث الضوء من المجرات البعيدة. إذا كان معدل توسع الكون يتسارع بسبب الطاقة المظلمة، فإنّ حجم الكون يزداد بسرعةٍ أكبر مع مرور الوقت مما لو كان التوسع يتباطأ. لا يمكننا قياس تغير حجم الكون كدالةٍ للزمن باستخدام المستعرات العظمى. فبدلاً من ذلك يمكننا قياس حجم الكون (في الوقت الذي انفجر فيه نجم في هيئة مستعر أعظم ) والمسافة التي تفصلنا عن هذه المُستعرات العظمى التي قام المسح بقياسها. بعد قياس هذه المسافات ، يمكن لعلماء الفلك استخدام قيمة سرعة الضوء إلى جانب نظرية النسبية العامة لتحديد المدة التي استغرقها الضوء للوصول إلى الأرض والذي يقودهم لمعرفة عمر الكون عندما انفجرت المستعرات العُظمى على مر السنين.

### قياسات المُستعرات العُظمى باستخدام مسح الطاقة المظلمة
أنشأ عدد من الاستطلاعات الكونية الطموحة للمستعرات العظمى مخطط هابل ذي انزياحٍ نحو الأحمر قريبٍ من 1. بالإضافة لذلك، تُمدد عمليات البحث باستخدام تلسكوب هابل الفضائي هذا المُخطط لتشمل انزياحات نحو الأحمر ذات قيمةٍ أكبر من 1. فكلما زاد الانزياح الأحمر لجرم سماوي عن 1 ، كلما كان أبعد عنا وأقدم زمنيا . بناءً على عمليات المسح الأرضية هذه سوف يواصل مسح الطاقة المظلمة هذا البحث من خلال اكتشاف وإجراء قياساتٍ مفصلة لآلاف المستعرات العُظمى بهدف تحسين الدقة الإحصائية لعلم الكونيات الخاص بها والتحكم في الأخطاء المنهجية في استخدامها عند قياس المسافات. سوف يقيس مسح الطاقة المظلمة سطوع 3500 مستعرٍ أعظم تقريباً من النوع مستعر أعظم نوع Ia . تبعد هذه المستعرات العظمى مسافة مليارات السنين الضوئية عن الأرض. عندما انفجرت المستعرات الأعظم الأبعد الذي سيدرسه المسح، كان حجم الكون نصف ما هو عليه الآن. سيرصد مسح الطاقة المظلمة 30 درجة مربعة من السماء عدة مرات مقسمةً إلى حقلين عميقين وثمانية حقول قريبة، ما سيؤدي إلى اكتشاف نحو 6000 مُستعرٍ أعظم، أي ثلثي ما سيكون كافياً لقياس المسافات بدقة.

## استغلال عدسات جاذبية ضعيفة
خريطة المادة المظلمة لعام 2021 الخاصة بـمسح الطاقة المظلمة DES باستخدام مجموعة بيانات عدسات الجاذبية الضعيفة الأتية إلينا من مجرات مرصودة تقع خلف إحدي عدسات الجاذبية الموجودة في الكون.
تم قياس عدسات جاذبية ضعيفة إحصائيًا عن طريق قياس دالة ارتباط القص للشعاع القادم بدالة من نقطتين ، أو تحويل فورييه لتعيين طيف قدرة القص (انحناء الأشعة) . في أبريل 2015 ، أصدر مسح الطاقة المظلمة خرائط جماعية باستخدام قياسات القص الكونية لحوالي 2 مليون مجرة من بيانات التحقق العلمي بين أغسطس 2012 وفبراير 2013.
وفي عام 2021 ، تم استخدام عدسات الجاذبية الضعيفة لرسم خريطة للمادة المظلمة في منطقة نصف الكرة الجنوبي من السماء . وفي عام 2022 ، جنبًا إلى جنب مع بيانات عناقيد المجرات لإعطاء تحديدات كونية جديدة.
جزء كبير آخر من نتيجة العدسات الضعيفة هو معايرة الانزياح الأحمر لمجرات المصدر. في ديسمبر 2020 ويونيو 2021، نشر فريق الباحثين DES ورقتين بحثيتين يعرضان نتائجهم حول استخدام العدسة الضعيفة لمعايرة الانزياح الأحمر لمجرات المصدر من أجل رسم خريطة مجال كثافة المادة باستخدام عدسة الجاذبية.

## موجات الجاذبية
أنقر الفيديو: رسم متحرك لتوضيح التحام نجم نيوتروني بآخر منتجين موجة ثقالية. 
- 00:23 video

بعد أن اكتشف مرصد ليغو LIGO أول إشارة موجة جاذبية من GW170817  قام مسح الطاقة المظلمة DES بعمل مشاهدات متابعة لـ GW170817 باستخدام الكاميرا DECam. ومع اكتشاف DECam المستقل للمصدر البصري أسس فريق الباحثين الذي يجري المسح ارتباطه بـموجة الجاذبية التي رصدت لـ GW170817 من خلال إظهار أنه لا يمكن ربط أي من المصادر الـ1500 الأخرى الموجودة في منطقة وقوع موجة الجاذبية بالحدث. وراقب فريق DES المصدر لأكثر من أسبوعين وقدم بيانات منحنى الضوء كملف يمكن قراءته آليًا. من مجموعة بيانات المراقبة خلص الباحثون إلى أن النظير البصري الذي حددوه بالقرب من NGC 4993 مرتبط بـ GW170817. يبشر هذا الاكتشاف ببدء عصر علم الفلك متعدد وسائل الرصد لموجات الجاذبية ، ويوضح قوة DECam في تحديد النظراء البصريين لمصادر الموجات الثقالية.

## المجرات القزمة

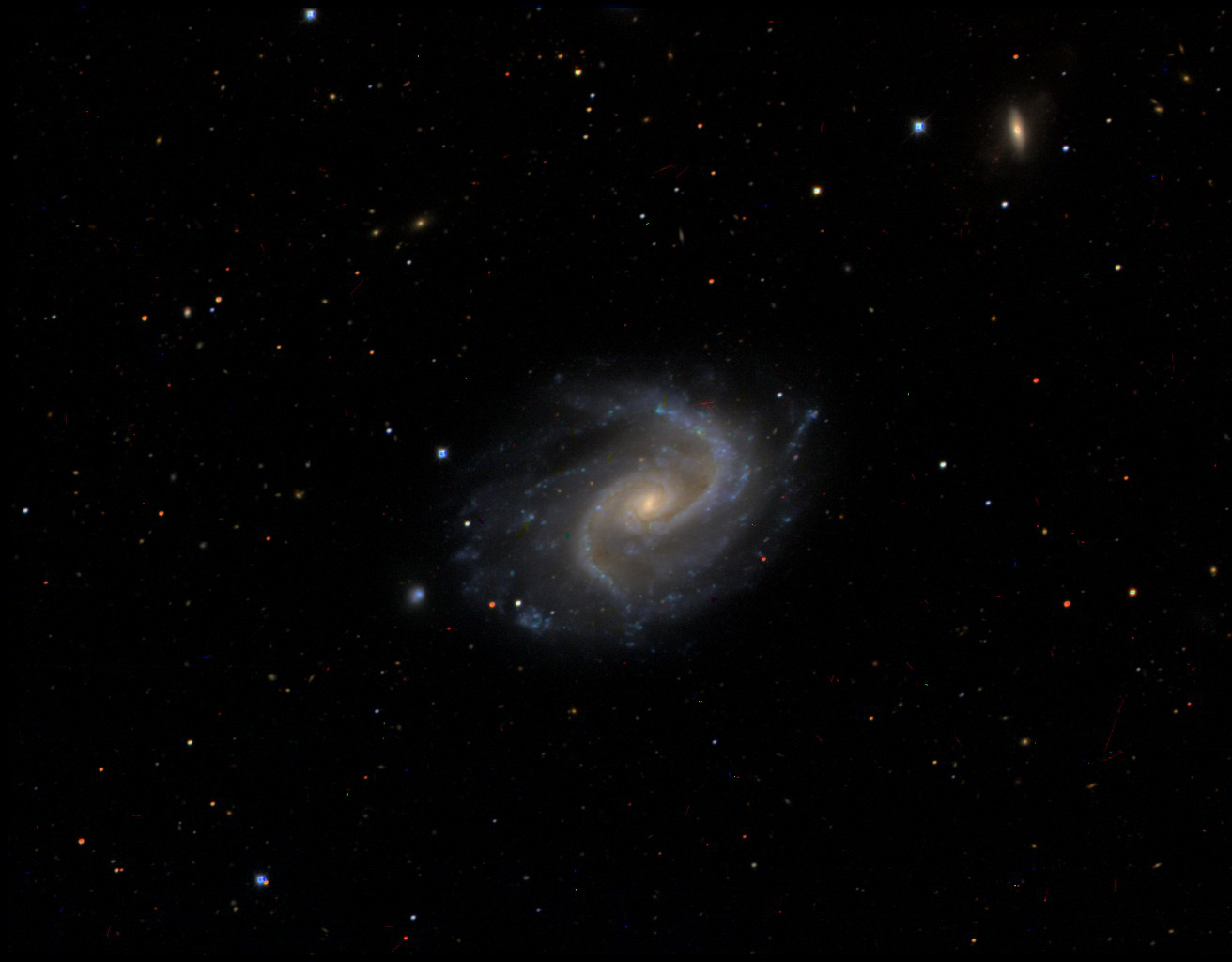
المجرة الحلزونية NGC 0895 قام بتصويرها مسح الطاقة المظلمة.

المجرة الحلزونية NGC 0895 مصورة بواسطة مسح الطاقة المظلمة .
في مارس 2015 أصدر فريقان اكتشافاتهما للعديد من مجرة قزمة المجرات القزمة المحتملة الجديدة المرشحة طبقا لبيانات العام الأول للمسح DES.
وفي أغسطس 2015 أعلن فريق الباحثين عن اكتشاف ثمانية مرشحين إضافيين في بيانات العام الثاني للمسح السماوي DES. في وقت لاحق وجد الفريق المزيد من المجرات القزمة. مع المزيد من نتائج المجرات القزمة تمكن الفريق من إلقاء نظرة عميقة على خصائص المجرات القزمة المكتشفة، مثل المواد الكيميائية فيها،

و بنية التجمعات النجمية ، , وعلم الحركة النجمية والمعدنية. وفي فبراير 2019 اكتشف الفريق أيضًا عنقود نجمي سادس في مجرة قزمة الكور الكروية

ومجرة قزمة خافتة للغاية.

## التذبذبات الصوتية الباريونية
يمكن مشاهدة بصمات التذبذبات الصوتية للباريونات (BAO) في توزيع مقتفي مجال كثافة المادة واستخدامها لقياس تاريخ توسع الكون. يمكن أيضًا قياس التذبذبات الصوتية للباريونات باستخدام بيانات قياس ضوئي بحت ، وإن كانت أقل أهمية. تتكون عينات المراقبة من فريق مسح الطاقة المظلمة DES من 7 ملايين مجرة موزعة على مساحة 4100 درجة مربعة ونسبة عدم اليقين في تعيين الانزياح الأحمر الذي يبلغ 0.03(1+z). من إحصائياتهم ، قاموا بدمج الاحتمالات المستمدة من الارتباطات الزاويّة والتوافقيات الكروية لتقييد نسبة مسافة القطر الزاوي بأنه يساوي:
{\displaystyle D_{m}(Z_{e}ff=0.835)/r_{d}=18.92\pm 0.51}  عند الانزياح الأحمر الفعال للعينة إلى مقياس أفق الصوت في عصر التذبذبات الصوتية للباريونات .

## مشاهدات المستعر الأعظم Ia

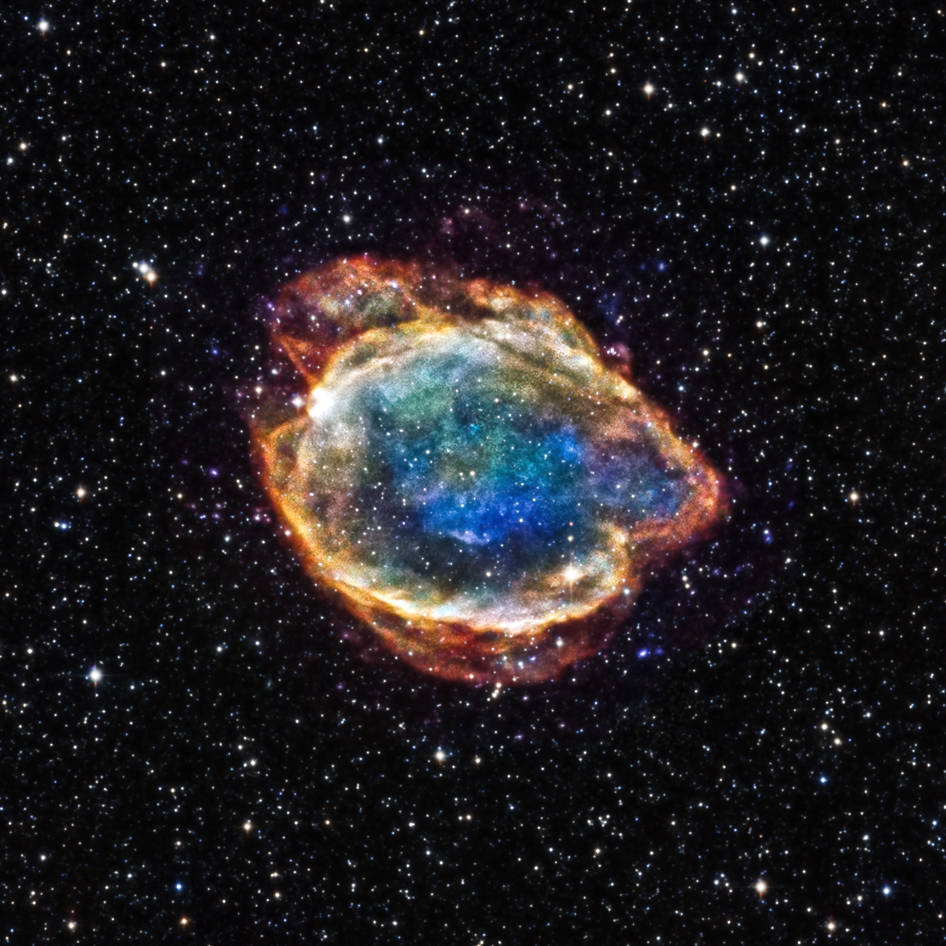
مستعر أعظم نوع Ia

في مايو 2019 نشر فريق الباحثين نتائجهم الأولى في علم الكونيات باستخدام المستعرات الأعظمية من النوع Ia. كانت بيانات المستعر الأعظم من DES-SN3YR التي وجدها فريق الباحثين في مسح الطاقة المظلمة . وجد الباحثون مقدار كثافة المادة Ωm = 0.331 ± 0.038 وقارنوه بـ نموذج لامبدا-سي دي إم لكون مسطح ΛCDM وكذلك يتفق مع Ωm = 0.321 ± 0.018 ، w = −0.978 ± 0.059 لنموذج كوني مسطح wCDM ؛ ثم بتحليل نفس البيانات التي حصل عليها الباحثون في المسح DES-SN3YR وجدوا أيضًا ثابت هابل الحالي الجديد،
{\displaystyle H_{0}=67.1\pm 1.3\,\mathrm {km\,s^{-1}\,Mpc^{-1}} }.
هذه النتيجة تتفق جيدا مع قياس ثابت هابل من فريق الباحثين في مرصد بلانك الفضائي في عام 2018. في يونيو 2019 ، نشر فريق الباحثين ورقة علمية متابعة تناقش أوجه عدم اليقين المنهجية والتحقق من صحة استخدام المستعرات الأعظمية لقياس نتائج علم الكونيات المذكورة سابقًا. نشر الفريق أيضًا بيانات خط أنابيب القياس الضوئي ومنحنى الضوء في ورقة علمية أخرى نُشرت في نفس الشهر.

## وصلات خرجية
- موقع مسح الطاقة المظلمة (بالإنجليزية)